# Nucleotide
Nucleotiden vormen een groep van bio-organische verbindingen die de bouwstenen voor DNA en RNA vormen. Daarnaast hebben ze ook belangrijke regulerende functies in het metabolisme van de cel. Nucleotiden zijn bijvoorbeeld in staat om energie te leveren aan niet-spontane reacties (zoals de hydrolyse van ATP tot ADP) en om aan signaaltransductie te doen (cAMP). Ze maken ook onderdeel uit van belangrijke co-enzymen, zoals co-enzym A, FAD, riboflavine-5'-fosfaat en NADP+. Genen bestaan uit een aantal nucleotiden die in een bepaalde volgorde of sequentie met elkaar zijn verbonden.

## Structuur

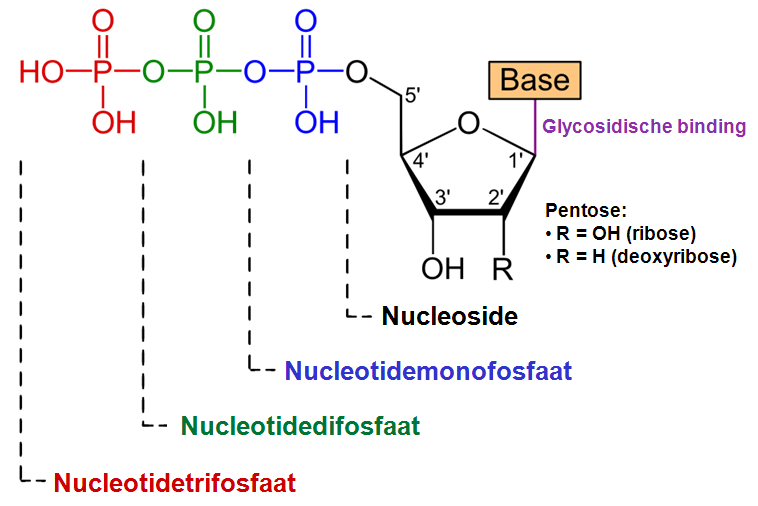
Algemene voorstelling van de opbouw van een nucleotide.

Een nucleotide bestaat uit drie hoofdcomponenten:
- een nucleobase: purine- of een pyrimidinebase
- een pentose: suiker met vijf koolstofatomen
- één tot drie fosfaatgroepen.

De nucleobase en de suikerstructuur vormen samen een nucleoside. Wanneer met de hydroxylgroep aan het 5'-koolstofatoom van de suikermolecule nog een fosfaatgroep veresterd is, dan wordt gesproken over een monofosfaatnucleotide. Aan deze fosfaat kunnen nog 2 fosfaatgroepen worden gekoppeld. Een bijzonder geval zijn de cyclische nucleotiden: hierbij is de fosfaatgroep 2 keer veresterd met een hydroxylgroep van de suikermolecule en ontstaat een extra cyclische structuur.
Afhankelijk van het type suiker dat wordt gebonden wordt gesproken van een ribonucleotide (de suiker is ribose) of van een desoxyribonucleotide (de suiker is desoxyribose). Deze laatste vormt de ruggengraat van het DNA en RNA. De binding tussen het ribose of desoxyribose en de nucleobase wordt een glycosidische binding genoemd.

## Indeling
De hoofdindeling van de nucleotiden in ribonucleotiden en desoxyribonucleotiden geschiedt op basis van de nucleobase en het type suiker (ribose of desoxyribose). Daarnaast worden de nucleotiden nog verder ingedeeld naargelang het aantal fosfaatgroepen.
| Nucleobasen | Nucleobasen | Nucleosiden         | Ribonucleotiden      | Ribonucleotiden | Nucleosiden     | Desoxyribonucleotiden      | Desoxyribonucleotiden |
| ----------- | ----------- | ------------------- | -------------------- | --------------- | --------------- | -------------------------- | --------------------- |
| Adenine     | A           | Adenosine           | Adenosinemonofosfaat | AMP             | Desoxyadenosine | Desoxyadenosinemonofosfaat | dAMP                  |
| Adenine     | A           | Adenosine           | Adenosinedifosfaat   | ADP             | Desoxyadenosine | Desoxyadenosinedifosfaat   | dADP                  |
| Adenine     | A           | Adenosine           | Adenosinetrifosfaat  | ATP             | Desoxyadenosine | Desoxyadenosinetrifosfaat  | dATP                  |
| Cytosine    | C           | Cytidine            | Cytidinemonofosfaat  | CMP             | Desoxycytidine  | Desoxycytidinemonofosfaat  | dCMP                  |
| Cytosine    | C           | Cytidine            | Cytidinedifosfaat    | CDP             | Desoxycytidine  | Desoxycytidinedifosfaat    | dCDP                  |
| Cytosine    | C           | Cytidine            | Cytidinetrifosfaat   | CTP             | Desoxycytidine  | Desoxycytidinetrifosfaat   | dCTP                  |
| Guanine     | G           | Guanosine           | Guanosinemonofosfaat | GMP             | Desoxyguanosine | Desoxyguanosinemonofosfaat | dGMP                  |
| Guanine     | G           | Guanosine           | Guanosinedifosfaat   | GDP             | Desoxyguanosine | Desoxyguanosinedifosfaat   | dGDP                  |
| Guanine     | G           | Guanosine           | Guanosinetrifosfaat  | GTP             | Desoxyguanosine | Desoxyguanosinetrifosfaat  | dGTP                  |
| Uracil      | U           | Uridine             | Uridinemonofosfaat   | UMP             |                 |                            |                       |
| Uracil      | U           | Uridine             | Uridinedifosfaat     | UDP             |                 |                            |                       |
| Uracil      | U           | Uridine             | Uridinetrifosfaat    | UTP             |                 |                            |                       |
| Thymine     | T           |                     |                      |                 | Thymidine       | Thymidinemonofosfaat       | dTMP                  |
| Thymine     | T           | Thymidinedifosfaat  | dTDP                 |                 | Thymidine       |                            |                       |
| Thymine     | T           | Thymidinetrifosfaat | dTTP                 |                 | Thymidine       |                            |                       |

## Polymerisatie van nucleotiden
Nucleotiden kunnen gepolymeriseerd worden tot nucleïnezuren. Dit is het geval bij monofosfaatnucleotiden, waarbij de fosfaatgroep via 2 esterbindingen een verbinding maakt tussen de (desoxy)ribose-nucleobase-eenheden (de nucleosiden). Dit type binding wordt een fosfodi-esterbinding genoemd. Nucleïnezuren, zoals DNA en RNA, zijn macromoleculen: ze bestaan uit honderden monomere eenheden en hebben een zeer grote moleculaire massa.
In DNA komen de nucleobasen adenine (A), cytosine (C), guanine (G) en thymine (T) voor. In het RNA is thymine vervangen door de gedemethyleerde vorm: uracil (U). Adenine vormt in het DNA steeds een basenpaar met thymine door middel van twee waterstofbruggen; cytosine en guanine vormen drie waterstofbruggen met elkaar. In RNA vormt adenine een basenpaar met uracil.

## Synthese
Nucleotiden kunnen op talrijke manieren worden gesynthetiseerd, zowel in vivo als in vitro. In vivo worden de nucleotiden gesynthetiseerd door een de-novo-synthese: ze worden samengesteld uit afbraakproducten van andere bio-organische verbindingen. Niet meer bruikbare nucleotiden worden afgebroken en uit deze afbraakproducten wordt een nieuw nucleotide gevormd.
Met in-vitrosynthese wordt een synthese in het laboratorium bedoeld. Tijdens deze synthese moeten evenwel beschermende groepen gebruikt worden om polymerisatie te verhinderen. Een zuiver nucleoside wordt beschermd door fosfietester (fosforamidiet genoemd).

### Synthese van pyrimidine-ribonucleotiden
De synthese van pyrimidine-ribonucleotiden start met de vorming van een carbamoylfosfaat, uitgaande van glutamine en koolstofdioxide. In een aantal opeenvolgende stappen cycliseert dit carbamoylfosfaat met asparaginezuur tot orootzuur. Het gevormde orootzuur reageert met 5-fosforibosyl-α-difosfaat tot orotidinemonofosfaat (OMP). Dit wordt gedecarboxyleerd tot uridinemonofosfaat (UMP). Uitgaande van het gevormde uridinemonofosfaat kunnen overige nucleotiden gevormd worden. Zo kan het bijvoorbeeld gefosforyleerd worden tot uridinetrifosfaat, dat via een aantal stappen omgezet wordt in adenosinetrifosfaat (ATP).

### In-vivosynthese van purine-ribonucleotiden
Als precursor voor de synthese van purine-ribonucleotiden wordt eerst inosinemonofosfaat (IMP) gesynthetiseerd in 10 stappen. Adenosinemonofosfaat en guanosinemonofosfaat kunnen hieruit dan worden afgeleid.
Aan de synthese van inosinemonofosfaat nemen zes enzymen deel. Daarvan zijn er drie multifunctioneel (dat wil zeggen, ze katalyseren meerdere stappen in het syntheseproces):
- Fosforibosylglycinamideformyltransferase
- Fosforibosylaminoimidazoolcarboxylase
- Inosinemonofosfaatsynthase

## Nucleotidencodes
De IUPAC heeft een aantal codes vooropgesteld voor de nucleotiden. Onderstaande tabel geeft hiervan een overzicht.
| IUPAC-code | Betekenis                                              |
| ---------- | ------------------------------------------------------ |
| A          | Adenine                                                |
| C          | Cytosine                                               |
| G          | Guanine                                                |
| T          | Thymine                                                |
| U          | Uracil                                                 |
| Y          | Pyrimidine (C of T)                                    |
| R          | Purine (A of G)                                        |
| W          | weak (A of T; verwijzend naar de 2 waterstofbruggen)   |
| S          | strong (C of G; verwijzend naar de 3 waterstofbruggen) |
| K          | Ketongroep (G of T)                                    |
| M          | Aminogroep (A of C)                                    |
| B          | geen A (C, G of T)                                     |
| D          | geen C (A, G of T)                                     |
| H          | geen G (A, C of T)                                     |
| V          | geen T (A, C of G)                                     |
| N of X     | A, C, G of T                                           |
| P          | Fosfaat                                                |
| Z          | Pentose                                                |